# 룰라 (사르데냐)
룰라(Lula, 사르데냐어: Lùvula)는 이탈리아 사르데냐 주 누오로도에 있는 코무네이다. 주도 칼리아리에서 북쪽으로 약 220 킬로미터 (140 mi), 도청 소재지 누오로에서 북동쪽으로 약 40 킬로미터 (25 mi) 떨어진 곳에 위치한다.
룰라는 수많은 자연 동굴과 종유석이 있는 흰색 석회암 지형인 알보 산맥의 바닥에 위치해 있다.
룰라는 다음 코무네들과 경계를 이룬다: 비티, 도르갈리, 갈텔리, 이르골리, 로쿨리, 로데, 오나니, 오루네, 시니스콜라.

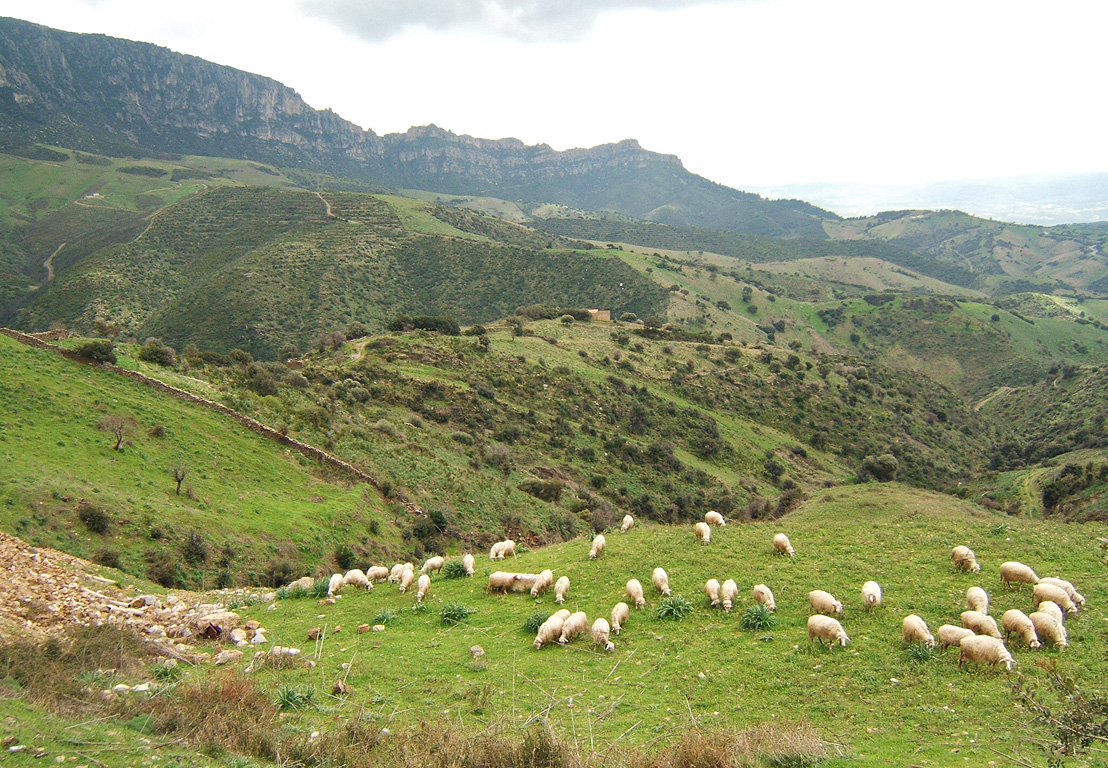
룰라 근처의 양들.